# Нго-Кетунджиа
Нго-Кетунджиа (фр. Ngo-Ketunjia) — один из 7 департаментов Северо-Западного региона Камеруна. Находится в юго-восточной части региона, занимая площадь в 1 126 км².
Административным центром департамента является город Ндоп (фр. Ndop). Граничит с департаментами: Бойо (на севере), Буи (на севере и северо-востоке), Нун (на востоке и юго-востоке), Бамбутос (на юге) и Мезам (на западе).

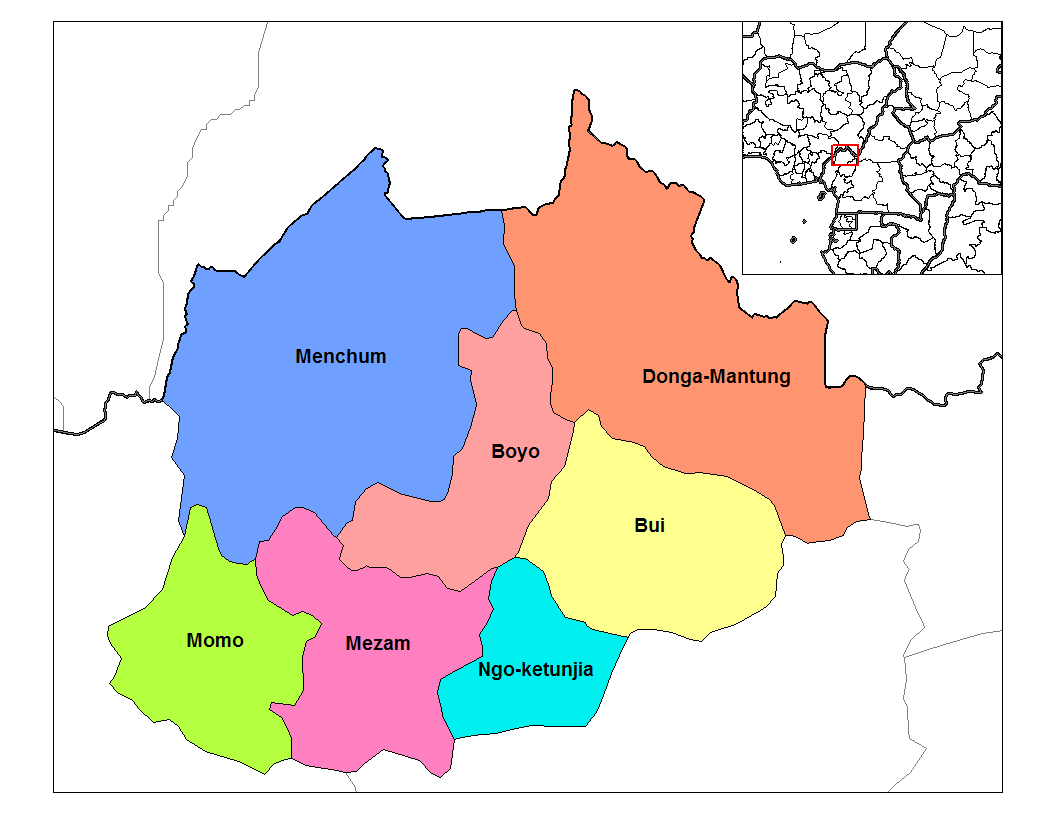
Департамент Нго-Кетунджиа на карте Северо-Западного региона

## Административное деление
Департамент Нго-Кетунджиа подразделяется на 3 коммуны:
1. Бабесси (фр. Babessi)
2. Баликумбат (фр. Balikumbat)
3. Ндоп (фр. Ndop)